# Braziers Park
Braziers Park é uma casa de campo situada em Ipsden (Sul de Oxfordshire - Inglaterra). Sua construção teve início em 1688. Foi objeto reformas importantes em 1799 e em 1906. Foi residência de Isaac George Manley, que foi Almirante da Marinha Real, e de Valentine Fleming, filho de Robert Fleming e de Joyce Grove e pai Ian e de Peter Fleming.
Atualmente no local ocorrem diversas atividades culturais  e é sede de uma comunidade intencional .